# Корейська діаспора
Корейська діаспора складається з близько 7,3 мільйона осіб, як нащадків ранніх емігрантів з Корейського півострова, так і недавніх емігрантів з Кореї. Близько 84,5 % закордонних корейців проживають лише в п'яти країнах: Китаї, США, Японії, Канаді та Узбекистані. Інші країни з більш ніж 0,5 % корейських меншин включають Бразилію, Росію, Казахстан, В'єтнам, Філіппіни та Індонезію. Усі ці цифри включають як постійних мігрантів, так і приїжджих.

## Термінологія
Нині існує низка офіційних і неофіційних назв, які використовуються владою двох корейських держав, а також низкою корейських установ для корейських громадян, емігрантів і нащадків, які проживають за кордоном. Таким чином, єдиної назви для корейської діаспори не існує.
Історично використовуваний термін ґьопо (교포/僑胞, також пишеться кьопо, що означає «громадяни») став мати негативний відтінок як посилання на людей, які внаслідок проживання за межами «рідної країни» втратили зв'язок зі своїм корейським корінням. У результаті інші вважають за краще використовувати термін донгпо (동포/同胞, що означає «брати» або «люди одного походження»). Донґпо має більш транснаціональний підтекст, підкреслюючи зв'язки між різними закордонними корейськими групами, тоді як ґиопо має більш суто національне значення, посилаючись на корейську державу. Ще один нещодавно популяризований термін — ґьомін (교민/僑民, що означає «іммігранти»), хоча зазвичай він зарезервований для громадян Кореї, які переїхали за кордон у пошуках роботи, і як такий рідко використовується як термін для позначення всієї діаспори.
У Північній Кореї громадян Кореї, які проживають за межами Кореї, називають хеое ґунґмін (кор.: хангиль: 해외국민), у той час як Південна Корея використовує термін чжеое ґунмін (кор.: хангиль: 재외국민) для позначення всієї корейської діаспори. Обидва терміни перекладаються як «іноземець(-ці)».
Райони компактного проживання етнічних корейців в інших країнах називають корейські квартали, Маленькі Кореї або Маленькі Сеули.

## Історія
До сучасної ери Корея протягом століть була територіально стабільною державою. Значна міграція з Кореї почалася лише в кінці ХІХ століття.

### Японська і португальська работоргівля
Раби наприкінці XVI століття сформували одну з найперших груп корейської діаспори. Під час японського вторгнення в Корею в 1592—1598 роках корейських рабів вивозили з Кореї до Японії, причому перша партія була доставлена в жовтні 1592 року. Кількість рабів невідома, за оцінками, коливається від десятків тисяч до понад ста тисяч. Декому дозволили повернутися до Кореї, але більшість змусили залишитися в Японії, наприклад, відомий приклад корейського самурая Вакіти Наокати (Кім Йо Ч'ол). Більшість працювали селянами, а деякі ремісниками на японських майстрів. Жінки мали великий попит, і їх змушували працювати в публічних домах в Японії та за кордоном. Існують записи про тисячі хрещень, здійснених над ними португальцями, а деякі, у свою чергу, навернули тисячі інших корейських рабів. Деякі у XVII столітті були визнані святими (205 Японських мучеників). Потім португальці відправили деяких рабів в інше місце, а саме в португальське Макао. Відповідно, є запис про Мігеля Карвальо в Макао, який народився 1593 року від корейської рабині. Він, можливо, є першим або одним із перших макао-корейських людей. Громада з кількох тисяч корейських рабів утворилася біля церкви Святого Павла, і деякі з їхніх могил досі збереглися біля церкви. Інших рабів відправили до Маніли на іспанських Філіппінах, принаймні одного до Гоа, і, ймовірно, одного (Томе Кореа) на острів Амбон, де він був убитий під час різанини в Амбойні 1623 року. Антоніо Кореа був доставлений до Флоренції та Риму і, можливо, є першим корейцем, який потрапив у Європу.
Міжнародна торгівля корейськими рабами скоротилася незабаром після закінчення японського вторгнення через низку заборон з боку різних японських, католицьких, іспанських і португальських колоніальних властей. Попри майже припинення їх експорту з Японії, їхню працю й далі використовували.

### Підйом
Масштабна еміграція з Кореї почалася ще в середині 1860-х років, головним чином на російський Далекий Схід і Північно-Східний Китай; ці емігранти стали предками двох мільйонів корейців в Китаї та кількох сотень тисяч корьо-сарам.

### Корея під владою Японії
Під час японського колоніального періоду 1910—1945 рр. корейців часто вербували або примушували до кабального рабства для роботи в материковій Японії, префектурі Карафуто (Сахалін) і Маньчжоу-Го, особливо в 1930-х і на початку 1940-х років; ті, хто вирішив залишитися в Японії наприкінці війни, стали відомі як корейці зайнічі, тоді як приблизно 40 тисяч, які опинилися в пастці в Карафуто після радянського вторгнення, зазвичай називають сахалінськими корейцями. Згідно зі статистичними даними Імміграційного бюро Японії, станом на  2005 рік в Японії проживало 901 284 корейці, з яких 515 570 були постійними мешканцями, а ще 284 840 були натуралізованими громадянами.
Окрім міграції в межах Японської імперії чи її маріонеткової держави Маньчжоу-Го, деякі корейці також повністю втекли з території, яка перебувала під владою Японії, прямуючи до Шанхаю, головного центру корейського руху за незалежність, або до вже створених корейських громад на російському Далекому Сході. Однак у 1938 році останні будуть депортовані до Середньої Азії.

### Після здобуття незалежності
Корея здобула незалежність після капітуляції Японії у 1945 році після Другої світової війни, але була розділена на Північну і південну частини. Відомо, що корейська еміграція до США розпочалася ще в 1903 році, але корейська громада США зросла до значних розмірів лише після прийняття Закону про імміграційну реформу 1965 роки. В даний час у Сполучених Штатах проживає від 1,5 до 2 мільйонів корейців, переважно у великих містах. Кілька з них походять від робітників, які мігрували на Гаваї наприкінці ХІХ — початку ХХ століть. Значна кількість з них є нащадками сиріт Корейської війни, в якій Сполучені Штати були головним союзником Південної Кореї і забезпечили основну частину військ ООН, які там служили. У повоєнні роки тисячі людей були усиновлені американськими сім'ями (в основному білими), коли про тяжке становище цих сиріт розповідали по телебаченню. Однак переважна більшість іммігрувала або походить від тих, хто іммігрував після того, як Закон Гарта-Келлера 1965 року скасував національні імміграційні квоти.
Після створення Китайської Народної Республіки в 1949 році етнічні корейці в Китаї, чосонджок корейською мовою і чаосянцзу китайською мовою стали офіційно визнаними однією з 56 етнічних груп країни. Вони вважаються однією з «основних меншин». Їх населення зросло приблизно до 2 мільйонів; вони залишалися переважно в північно-східному Китаї, де спочатку оселилися їхні предки. Їх найбільше населення було зосереджено в корейській автономній префектурі Яньбянь у Цзіліні, де вони налічували 854 000 у 1997 році.
Європа та Латинська Америка також були другорядними напрямками для післявоєнної корейської еміграції. Імміграція корейців до Латинської Америки була задокументована ще в 1950-х роках; Північнокорейські військовополонені вирішують емігрувати до Чилі в 1953 році та Аргентини в 1956 році під егідою Червоного Хреста. Однак більшість корейських поселень припадає на кінець 1960-х років. Оскільки південнокорейська економіка продовжувала розвиватися у 1980-х роках, інвестори з Південної Кореї прийшли до Латинської Америки та заснували малі підприємства в текстильній промисловості. Корейські іммігранти все частіше оселялися в міських центрах Болівії, Чилі, Колумбії, Еквадору, Парагваю, Уругваю та Венесуели, хоча з того часу почалася зворотна міграція з Південної Америки назад до Кореї.
Однак у 1970-х роках Японія та Сполучені Штати залишалися двома основними напрямками для південнокорейських емігрантів, на кожну з яких припадало більше чверті всієї еміграції; Близький Схід став третім за популярністю напрямком: понад 800 000 корейців поїхали до Саудівської Аравії між 1975 і 1985 роками та ще 26 000 корейців поїхали до Ірану. Навпаки, окрім Німеччини (1,7 % усієї еміграції з Південної Кореї у 1977 р.) і Парагваю (1,0 %), жоден європейський чи латиноамериканський напрямок не входив навіть у десятку найбільших емігрантів. Культурне та стилістичне розмаїття корейської діаспори задокументовано та відзначено в роботах художнього фотографа CYJO в її проєкті Kyopo, фотографічному дослідженні понад 200 людей корейського походження.

### Нові тенденції еміграції з Кореї

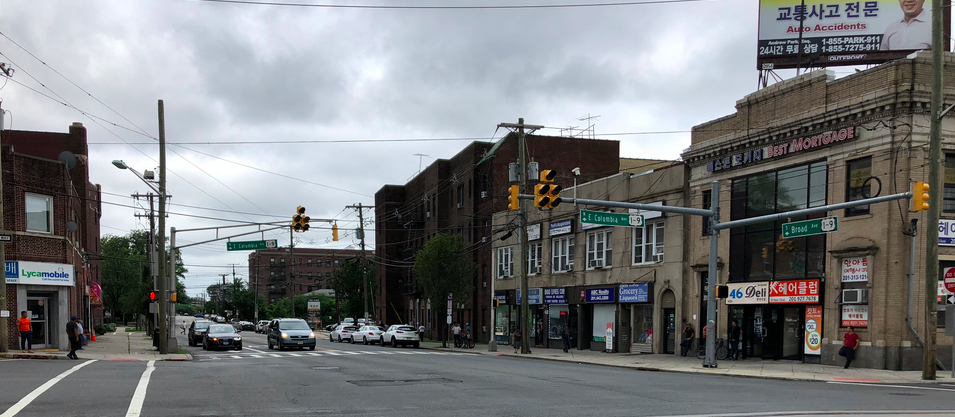
Округ Берген, Нью-Джерсі, через міст Джорджа Вашингтона від Нью-Йорка, є центром, що розвивається, і домівкою для всіх десяти найбільших муніципалітетів країни за відсотком корейського населення на чолі (вище) з Палісейдс-Парк муніципалітетом з найбільшою щільністю етнічних корейців у Західній півкулі. Відображаючи всюдисущі вивіски хангиль і відомі як корейське село, парк Палісейдс унікально складається з корейської більшості (52 % у 2010 році) свого населення з найвищою корейською щільністю в США та відсотком серед усіх муніципалітетів Сполучених Штатів.

Повідомлення південнокорейських медіа про заворушення підвищили обізнаність громадськості про тривалий робочий день і суворі умови, з якими стикалися іммігранти до Сполучених Штатів у 1990-х роках. Хоча імміграція до Сполучених Штатів ненадовго стала менш привабливою внаслідок заворушень у Лос-Анджелесі 1992 року, під час яких багато корейських іммігрантів побачили, як їхні підприємства були зруйновані мародерами, мегаполіси Лос-Анджелеса та Нью-Йорка все ще містять найбільше населення етнічних корейців за межами Кореї і продовжують приваблювати найбільшу частку корейських іммігрантів. Фактично, корейське населення на душу населення в окрузі Берген, штат Нью-Джерсі, у столичному районі Нью-Йорка, становить 6,3 % за переписом 2010 року в Сполучених Штатах (підвищившись до 6,9 % за даними опитування американської громади 2011 року), є найвищим серед усіх округів у Сполучених Штатах, включаючи всі десятки найкращих муніципалітетів країни за відсотком корейського населення за переписом населення США 2010 року, тоді як концентрація корейських американців у Палісейдс Парк, Нью-Джерсі, в межах округу Берген, є як найвищою щільністю, так і найвищою часткою серед усіх муніципалітетів у Сполучених Штатах, 52 % населення.
З початку 2000-х років значна кількість заможних корейських американських професіоналів оселилася в окрузі Берген, де розташовані північноамериканські штаб-квартири південнокорейських чеболів, включаючи Samsung LG Corp і Hanjin Shipping, і заснували різноманітні академічні та громадські організації підтримки, включно з корейською батьківською партнерською організацією в середній школі Академія округу Берген та Корейсько-американською асоціацією Нью-Джерсі. Медичний центр Голі Нейм у Тінеку, штат Нью-Джерсі, в окрузі Берген, доклав амбітних зусиль, щоб надати комплексні медичні послуги недостатньо застрахованим і незастрахованим корейським пацієнтам із широкого регіону за допомогою своєї Корейської медичної програми, яка залучає понад 1500 етнічних корейських пацієнтів. Широка авеню Корейського кварталу округу Берген у парку Палісейдс стала домінуючою ланкою корейсько-американської культури, яку називають «Алеєю слави корейської кухні» з різноманітними пропозиціями, що включають найвища концентрація корейських ресторанів у радіусі однієї милі в Сполучених Штатах і Броуд-авеню також перетворилася на корейський десертний напрямок; і його центр для людей похилого віку в парку Палісейдс є популярним місцем зборів, де навіть корейські бабусі, як було відомо, наслідували танцювальну тенденцію всесвітнього вірусного хіта Gangnam Style південнокорейського «K-pop» репера Psy у вересні 2012 року; тоді як неподалік також стає таким Корейський квартал Форт-Лі. Корейський фестиваль урожаю Чусок на День подяки став щорічною традицією в окрузі Берген, його відвідують кілька десятків тисяч людей. У січні 2019 року Крістофер Чунґ склав присягу як перший корейський мер Палісейдс Парк і перший мер корейської діаспори в окрузі Берген.
Зростаюча корейська громада округу Берген була процитована виконавчою владою округу Кетлін Донован у контексті призначення прокурора Гакенсака, штат Нью-Джерсі Дже Й. Кіма, на посаду судді Центрального муніципального суду в січні 2011 року. Згодом, у січні 2012 року, губернатор штату Нью-Джерсі Кріс Крісті висунув кандидатуру адвоката Філліпа Квона з округу Берген на посаду судді Верховного суду Нью-Джерсі, хоча ця кандидатура була відхилена судовим комітетом Сенату штату. У липні 2012 року Квон був призначений заступником головного юрисконсульта Управління порту Нью-Йорка та Нью-Джерсі. За The Record of Bergen County, Бюро перепису населення США визначило, що чисельність корейського населення округу (за даними перепису 2010 року 56 773 осіб (до 63 247 згідно з опитуванням американської спільноти 2011) зросла достатньо, щоб виправдати мовну допомогу під час виборів і корейці округу Берген заслужили значну політичну повагу. Станом на травень 2014 року американці корейського походження отримали принаймні чотири місця в раді округу Берген. Описується як історична подія, 6 доларів США Мільйонний корейський громадський центр був відкритий у Тенафлай, штат Нью-Джерсі, у січні 2015 року з метою інтеграції корейської громади округу Берген у звичайне русло.
З розвитком південнокорейської економіки центр еміграції з Кореї почав зміщуватися з розвинутих країн на країни, що розвиваються, до репатріації назад до Кореї. Після нормалізації дипломатичних відносин між Китаєм і Південною Кореєю в 1992 році багато громадян Південної Кореї почали осідати в Китаї, приваблені можливостями для бізнесу, створеними реформами та відкриттям Китаю та низькою вартістю життя. Великі нові громади південнокорейців сформувалися в Пекіні, Шанхаї та Ціндао; станом на  2006 рік, їх населення оцінюється в 300 000—400 000 осіб. У Гонконзі також є невелика громада корейців, в основному трудові мігранти та їхні сім'ї; згідно з переписом населення Гонконгу 2001 року, вони налічували приблизно 5200 осіб, що робить їх 12-ю за чисельністю етнічною групою. Південно-Східна Азія також бачила приплив південнокорейців. Чисельність корейців у В'єтнамі зросла приблизно до 30 000 після нормалізації дипломатичних відносин у 1992 році, що робить їх другою за чисельністю іноземною громадою В'єтнаму після тайванців. Корейська міграція на Філіппіни зросла на початку 2000-х років через тропічний клімат і низьку вартість життя порівняно з Південною Кореєю, хоча ця діаспора скоротилася з 2010 року; 370 000 корейців відвідали країну в 2004 році, і приблизно 46 000 корейських іммігрантів проживають там постійно. Хоча менша, кількість корейців у Камбоджі також стрімко зросла, збільшившись майже в чотири рази між 2005 і 2009 роками. Здебільшого вони проживають у Пномпені, менша кількість у Сіам-Ріпі. Це переважно інвестори, задіяні в будівельній галузі, хоча є також деякі місіонери та працівники НУО. Корейський квартал на Мангеттені в Нью-Йорку називають «корейським Таймс-сквер» і став міжнародним економічним форпостом корейського чеболя.

## Зворотна міграція
Корейці, які народилися або оселилися за кордоном, мігрували назад до Північної та Південної Корей з моменту відновлення незалежності Кореї; мабуть, найвідомішим прикладом є Кім Чен Ір, народжений у Вятському, Хабаровський край, Росія, де його батько Кім Ір Сен служив у Червоній армії. Післявоєнні міграції корейців з усієї Японської імперії назад на Корейський півострів характеризували як бюрократично, так і поширено як «репатріацію», відновлення конгруентності між корейським населенням та його територією. У доколоніальній корейській державі не було чітко встановлених кордонів чи критеріїв, які визначали, хто був громадянином; однак японський колоніальний уряд зареєстрував усіх корейців в окремому сімейному реєстрі, розділення якого тривало, навіть якщо окремий кореєць мігрував до Маньчжурії чи Японії. Так Північна та Південна Корея мали чітке юридичне визначення того, хто є корейцем-репатріантом, і їм не потрібно було створювати для них жодних спеціальних юридичних категорій національного членства, як Німеччина зробила для німецьких вигнанців після Другої світової війни. Також відбулася зворотна міграція корейців із Бразилії назад до Кореї, спричинена зростанням насильства в Бразилії.
Найбільш масштабна діяльність з репатріації відбулася в Японії, де Чонгріон спонсорував повернення корейських жителів Зайнічі до Північної Кореї; починаючи з кінця 1950-х і на початку 1960-х років, з потоком репатріантів, що тривав аж до 1984 року, майже 90 000 корейців Зайнічі переселилися до відлюдної комуністичної держави, хоча домівки їхніх предків були в Південній Кореї. Однак повідомлення про складні економічні та політичні умови повернулися до Японії, що знизило популярність цього варіанту. Вважається, що близько сотні таких репатріантів пізніше втекли з Північної Кореї; найвідомішим є Кан Чхоль Хван, який опублікував книгу про свій досвід «Акваріуми Пхеньяну». Однак Південна Корея була популярним місцем для корейців, які оселилися в Маньчжоу-Го в колоніальний період; такі репатріанти з Маньчжоу-Го, як Пак Чон Хі та Чон Ду Хван, мали великий вплив на процес національного будівництва в Південній Кореї.
До 1980-х років радянські корейці не репатріювалися у великих кількостях і не відігравали великої ролі у визначенні меж членства в корейській нації. Проте приблизно 1000 сахалінських корейців, за оцінками, також самостійно репатріювалися на Північ протягом десятиліть після закінчення Другої світової війни, коли повернення до своїх батьківщин на Півдні було неможливим через відсутність радянських відносин з Півднем і відмову Японії надати їм права транзиту. У 1985 році Японія почала фінансувати повернення сахалінських корейців до Південної Кореї; однак лише 1500 осіб прийняли цю пропозицію, причому переважна більшість населення залишилася на острові Сахалін або натомість переїхала на російський Далекий Схід.
З підйомом південнокорейської економіки у 1980-х роках економічні мотиви стали все більш поширеними в рішеннях закордонних корейців щодо репатріації та в якій частині півострова оселитися. 356 790 китайських громадян мігрували до Південної Кореї після реформування та відкриття Китаю; майже дві третини, за оцінками, є Чаосяньцзу. Подібним чином деякі корьо-сарам з Центральної Азії також переїхали до Південної Кореї як гастарбайтери, щоб скористатися перевагами високої заробітної плати, яку пропонує зростаюча економіка. Наприклад, грошові перекази з Південної Кореї до Узбекистану перевищували 100 доларів США мільйонів у 2005 році. Зворотна міграція через шлюб за домовленістю — ще один варіант, зображений у південнокорейському фільмі «Весільна кампанія» 2005 року режисера Хван Бьон Кука. Проте корйо-сарам часто стикається з найбільшими труднощами в інтеграції в корейське суспільство через погане знання корейської мови та той факт, що їхній діалект, корьо-мар, значно відрізняється від сеульського діалекту, який вважається стандартним на Півдні.
Зворотна міграція зі Сполучених Штатів була набагато менш поширеною, ніж міграція з Японії чи колишнього Радянського Союзу, оскільки фактор економічного поштовху був набагато меншим, ніж у Японії 1960-х років чи Центральній Азії після розпаду Радянського Союзу. Корейські мігранти з США, що повернулися, переважно були артистами, яких або завербували південнокорейські агентства талантів, або вирішили переїхати туди через відсутність можливостей у Сполучених Штатах; яскравими прикладами є Дже Чонг, Йохан Кім і Джун Лі (з R&B- тріо Solid), співаки Джун Парк (з K-pop group g.o.d) і Браян Джу (з R&B- дуету Fly to the Sky), хіп-хоп виконавець і автор пісень Джей Парк і модель і актор Деніел Генні (який спочатку не розмовляв корейською).
Члени корейської діаспори також можуть подати заявку на поховання в Кореї після своєї смерті. Національне кладовище Манг-Хян у Чхонані зараз зберігає останки корейців з усього світу, включно з тими, хто помер за десятиліття до створення кладовища в 1976 році.

## Чисельність в інших країнах
Загалом за межами Кореї станом на 2019 рік проживає 7 493 587 корейців.
2,546,982
2,461,386
824,977
241,750
177,270
172,684
169,933
167,331
109,923
85,125
48,281
44,864
40,770
38,114
29,167
23,063
22,774
21,406
20,861
20,200
18,515
13,070
12,721
11,969
11,897
11,273
10,930
9,581
8,601
7,667